# Atlanta (série de televisão)
Atlanta é uma série de televisão norte-americana de comédia dramática criada e estrelada por Donald Glover. A série apresenta a história de dois primos que sonham em se destacar no cenário rap de Atlanta em um esforço para melhorar suas vidas e as vidas de suas famílias. Em 2015, o canal FX aprovou a produção de uma temporada de 10 episódios. Duas semanas após a série estrear, em 6 de setembro de 2016, o FX anunciou que Atlanta tinha sido renovada para uma segunda temporada. Em junho de 2018, a série foi renovada para uma terceira temporada, programada para estrear em 2019.
A produção recebeu muitos prêmios e indicações, foi premiada em duas categorias — Melhor Série de Televisão Musical ou Comédia e Melhor Ator  em Série Musical ou Comédia nos Prémios Globo de Ouro de 2017, e cinco Prémios Emmy do Primetime um deles de Melhor Ator Principal em Série de Comédia e outro de Melhor Direção para uma série de comédia. O Emmy de Glover de Melhor Direção para Série de Comédia foi o primeiro concedido a um afro-americano, e seu trabalho como roteirista e produtor executivo na série recebeu elogios.

## Sinopse
A série acompanha Earn (Donald Glover) durante seu cotidiano em Atlanta, Geórgia, enquanto ele tenta se redimir aos olhos de sua ex-namorada, que é mãe de sua filha Lottie, assim como de seus pais e primo Alfred (Brian Tyree Henry), que faz rap com o nome artístico de "Paper Boi". Tendo abandonado a Universidade de Princeton, Earn não tem dinheiro nem casa, e consequentemente, alterna entre ficar com os pais e a namorada. Ao perceber que seu primo está à beira do estrelato, ele busca se reconectar com ele para melhorar sua vida e a de sua filha.

## Produção
FX começou a desenvolver o show em agosto de 2013, e então o piloto foi encomendado para a série pela FX Networks em dezembro de 2014. Foi dirigido por Hiro Murai e filmado em Atlanta. Ele foi escolhido para uma série com uma encomenda de 10 episódios em outubro de 2015. Glover, que cresceu em Atlanta e também trabalha como músico, afirmou que "a cidade influenciou o tom do show".
A série também é notável por ter uma equipe de roteiristas totalmente negra, o que é praticamente inédito na televisão americana. A sala do escritor consiste no próprio Glover, seu irmão Stephen Glover e membros de seu coletivo de rap 'Royalty', incluindo Fam Udeorji (empresário de Glover), Ibra Ake (fotógrafo de longa data de Glover) e Jamal Olori. Stefani Robinson e Taofik Kolade completam a sala dos escritores. Durante uma entrevista com a The New Yorker, Glover afirmou que os personagens fumam maconha porque "eles têm PTSD - todo negro tem". Em janeiro de 2017, a série foi renovada para uma segunda temporada; no entanto, a FX anunciou que a série não retornaria até 2018 devido à agenda de produção ocupada de Glover.  Glover revelou que a segunda temporada se inspira em Tiny Toon Adventures, especificamente em How I Spent My Vacation.
A série foi renovada para uma terceira temporada em junho de 2018, que foi originalmente planejada para uma estréia em 2019, mas foi adiada devido a conflitos de agendamento. Em agosto de 2019, FX renovou a série para uma quarta temporada e anunciou que a terceira e a quarta temporadas começariam a ser filmadas no início de 2020, com cada temporada consistindo em oito episódios. Em janeiro de 2020, FX anunciou que a contagem de episódios da terceira temporada foi aumentada para 10 episódios, e que ambas as temporadas estavam planejadas para ir ao ar em 2021 - a 3ª temporada em janeiro e a 4ª temporada mais tarde naquele ano. As duas temporadas também foram planejadas para serem filmadas juntas e uma delas seria filmada fora dos Estados Unidos. No entanto, a produção foi adiada em março de 2020 devido à pandemia de COVID-19. Em setembro de 2020, foi relatado que a terceira temporada não seria capaz de chegar à data de estréia de janeiro de 2021 que foi originalmente planejada. As filmagens para a terceira e quarta temporadas começaram no início de abril de 2021, em Londres, com filmagens adicionais em Amsterdã e Paris. Em agosto de 2021, as filmagens da terceira temporada foram concluídas, e foi confirmado que a terceira temporada estrearia no início de 2022. A terceira temporada estreou com dois episódios em 24 de março de 2022.
Em fevereiro de 2022, ambas as temporadas três e quatro haviam completado as filmagens, e foi anunciado que a quarta seria a temporada final.

## Elenco

### Principal
- O elenco principal de Atlanta inclui (esquerda para direita) Donald Glover, Brian Tyree Henry, Lakeith Stanfield e Zazie Beetz .Donald Glover como Earnest "Earn" Marks, um jovem que abandonou Princeton aos 30 anos e se tornou empresário de seu primo Paper Boi, na tentativa de fazer vingar sua carreira no rap. Earn é cínico e altamente inteligente, mas geralmente toma decisões imprudentes. Ele luta contra a falta de moradia intermitente e a pobreza durante o show.
- Brian Tyree Henry como Alfred "Paper Boi" Miles, primo de Earn, um rapper promissor de uma comunidade de baixa renda, que exibe sinais de depressão e dilema moral enquanto tenta lidar  com sua nova fama como "Paper Boi".
- Lakeith Stanfield como Darius Epps, o excêntrico braço direito e visionário de Alfred. Ele é nigeriano-americano de primeira geração e entusiasta de armas.
- Zazie Beetz como Vanessa Keefer, a namorada interminável de Earn e mãe de sua filha Lottie. Van é uma ex-professora de ciências do ensino fundamental. Ela é uma mulher birracial afro-alemã de Helen, Geórgia e fluente em alemão.

### Convidados e papéis recorrentes
Introduzidos na temporada 1
- Isiah Whitlock Jr. como Raleigh Marks, pai de Earn e tio de Alfred.
- Myra Lucretia Taylor como Gloria Marks, mãe de Earn e tia de Alfred. Também aparece no episódio "FUBU" da temporada Robbin' Season.
- Harold House Moore como Swiff, um colega de trabalho de Earn.
- Griffin Freeman como Dave, um conhecido de Earn que trabalha em uma importante estação de rádio e amigo de infância de Van, Christina. Também aparece no episódio "Helen" da temporada Robbin' Season.
- Brandon Hirsch como Devyonne Johnson, um ator famoso que mora na área de Atlanta. Também aparece no episódio "Champagne Papi " da temporada Robbin' Season .
- Emmett Hunter como Ahmad White, um ser misterioso que aparece para Earn e exibe anúncios estranhos na televisão.
- Cranston Johnson como Deshawn, amigo e confidente de Alfred.
- Lucius Baston como Chris, um promotor de eventos que tenta enganar Earn e Alfred.
- Alano Miller como Franklin Montague, um pretensioso apresentador de talk show que não gosta de Alfred.
- Niles Stewart como Antoine Smalls, um jovem negro que se identifica como um homem branco de 35 anos chamado Harrison Booth.
- Freddie Kuguru como Zan, uma personalidade chauvinista da internet que antagoniza Alfred.
- Austin Crute como uma versão afro-americana fictícia de Justin Bieber, que é retratado como um astro pop adolescente detestável e extremamente popular.
- Offset, Quavo e Takeoff como os Migos, os fornecedores de drogas de Alfred.

Introduzidos em Robbin' Season
- Khris Davis como Tracy, o amigo de Alfred que recentemente entrou em liberdade condicional e atualmente vive em seu sofá. Ele e Earn freqüentemente se estranham. Tracy vence Earn em uma luta deixando o último machucado e atordoado em "North of the Border".
- RJ Walker como Clark County, um rapper egoísta e comercial no qual Alfred faz amizade. Darius e Earn o veem como uma planta industrial.
- Matthew Barnes como Lucas, o empresário de Clark.
- Katt Williams como Willie, tio de Alfred e Earn que tem um desentendimento com a polícia. Ele possui um crocodilo chamado Coach, que é a razão de seu apelido, "Homem Jacaré".
- Robert Powell como Bibby, o barbeiro irritante de Alfred.
- Derrick J. Haywood como Benny Hope, um pianista recluso de quem Darius tenta comprar um piano. Seu irmão, Teddy Perkins, foi o principal antagonista de seu episódio titular e foi interpretado pelo próprio Donald Glover com o pintado de rosto branco, famoso white face.
- Kevin Waterman como Florida Man, uma entidade sinistra, referida por Darius como um “Alt-right Johnny Appleseed”, que comete uma variedade de crimes estranhos na Flórida como parte de uma conspiração para manter os eleitores negros de fora.
- Michael Vick como ele mesmo, um ex-quarterback da NFL que desafia os frequentadores do clube em "Money Bag Shawty" a disputar corridas contra si mesmo.
- Jerusha Cavazos como Violet, uma universitária que tem uma queda obsessiva por Alfred.
- Tim Johnson como Prescott, um garoto de fraternidade com uma predileção por trotes, com quem os personagens se cruzam. Ele é um fã de Alfred e trap.

## Episódios
| Temporada | Temporada | Episódios | Episódios | Originalmente exibido  | Originalmente exibido  | Originalmente exibido |
| Temporada | Temporada | Episódios | Episódios | Estreia da temporada   | Final da temporada     | Emissora              |
| --------- | --------- | --------- | --------- | ---------------------- | ---------------------- | --------------------- |
|           | 1         | 10        | 10        | 6 de setembro de 2016  | 1 de novembro de 2016  | FX                    |
|           | 2         | 11        | 11        | 1 de março de 2018     | 10 de maio de 2018     | FX                    |
|           | 3         | 10        | 10        | 24 de março de 2022    | 19 de maio de 2022     | FX                    |
|           | 4         | 10        | 10        | 15 de setembro de 2022 | 10 de novembro de 2022 | FX                    |

## Recepção

### A resposta da crítica
| Temporada   | Crítica              | Crítica          |
| Temporada   | Rotten Tomatoes      | Metacritic       |
| ----------- | -------------------- | ---------------- |
| Temporada 1 | 98% (141 avaliações) | 90 (37 resenhas) |
| Temporada 2 | 98% (212 avaliações) | 97 (28 resenhas) |
| Temporada 3 | 97% (130 avaliações) | 93 (24 resenhas) |
| Temporada 4 | 98% (119 avaliações) | 82 (10 resenhas) |

Atlanta foi amplamente aclamada pelos críticos de televisão. O site de agregação de resenhas Rotten Tomatoes dá à primeira temporada uma classificação de aprovação de 98% com base em 141 resenhas. O consenso crítico do site diz: "Ambiciosa e refrescante, Atlanta oferece um veículo único para a excêntrica marca de humor do criador de estrelas e séries Donald Glover - bem como uma série de observações oportunas e incisivas." No Metacritic, a primeira temporada tem uma pontuação de 90 em 100, com base em avaliações de 37 críticos, indicando "aclamação universal".
David Wiegand, do San Francisco Chronicle, deu uma crítica altamente positiva, escrevendo: "Os roteiros dos quatro episódios disponibilizados aos críticos são tão ricamente matizados quanto qualquer coisa que você verá na TV ou, com certeza, no cinema. Você não só conhecerá esses personagens depois de apenas um episódio, como também ficará viciado neles. Em muitas áreas, Atlanta estabelece um padrão excepcionalmente alto." Sonia Saraiya da Variety também elogiou a série, declarando-a uma "produção finalizada, cinematográfica e bonita que pode ser um dos melhores novos programas do outono."
A segunda temporada recebeu ainda mais elogios da crítica. No Rotten Tomatoes, tem uma taxa de aprovação de 98%, com base em 212 comentários. O consenso crítico do site diz: "Donald Glover continua a subverter as expectativas com uma temporada de segundo ano em Atlanta que se mostra tão excelente quanto excêntrica". No Metacritic, a segunda temporada tem uma pontuação de 97 em 100, com base em 28 críticos, indicando "aclamação universal".
Em 2019, Atlanta ocupou o 10º lugar na lista do The Guardian dos 100 melhores programas de TV do século 21. A Writers Guild Foundation listou o episódio da 1ª temporada "Streets on Lock" como tendo um dos melhores roteiros do cinema e da televisão da década de 2010, escrevendo: "A história apresenta coadjuvantes totalmente realizados e canalhas, mas logo quando começamos a rir, tudo fica azedo, fazendo com que reflitamos sobre do que realmente estamos rindo ”.

## Prêmios e indicações

#### Primeira Temporada
| Prêmio                                    | Categoria                                                   | Nomeação                                                          | Resultado | Ref.   |
| ----------------------------------------- | ----------------------------------------------------------- | ----------------------------------------------------------------- | --------- | ------ |
| American Film Institute Awards            | Os 10 melhores programas de televisão                       | Atlanta                                                           | Venceu    | [ 34 ] |
| Prêmios Critics' Choice Television        | Melhor Série de Comédia                                     | Atlanta                                                           | Indicado  | [ 35 ] |
| Prêmios Critics' Choice Television        | Melhor ator em série de comédia                             | Donald Glover                                                     | Venceu    | [ 35 ] |
| Prêmio Sindicato dos Diretores da América | Excelente realização de direção para uma série de comédia   | Donald Glover (por "B.A.N.")                                      | Indicado  | [ 36 ] |
| Prêmios Globo de Ouro                     | Melhor Série de Televisão - Musical ou Comédia              | Atlanta                                                           | Venceu    | [ 37 ] |
| Prêmios Globo de Ouro                     | Globo de Ouro de melhor ator em série de comédia ou musical | Donald Glover                                                     | Venceu    | [ 37 ] |
| Gotham Independent Film Awards            | Série Inovadora – Forma Longa                               | Atlanta                                                           | Venceu    | [ 38 ] |
| Prêmios MTV Movie & TV                    | Espetáculo do Ano                                           | Atlanta                                                           | Indicado  | [ 39 ] |
| Prêmios MTV Movie & TV                    | Melhor ator em um show                                      | Donald Glover                                                     | Indicado  | [ 39 ] |
| Prêmios MTV Movie & TV                    | Melhor Dupla                                                | Brian Tyree Henry e Keith Stanfield                               | Indicado  | [ 39 ] |
| NAACP Image Awards                        | Série de comédia de destaque                                | Atlanta                                                           | Indicado  | [ 40 ] |
| NAACP Image Awards                        | Melhor ator em uma série de comédia                         | Donald Glover                                                     | Indicado  | [ 40 ] |
| NAACP Image Awards                        | Excelente direção em uma série de comédia                   | Donald Glover                                                     | Venceu    | [ 40 ] |
| NAACP Image Awards                        | Excelente escrita em uma série de comédia                   | Donald Glover                                                     | Indicado  | [ 40 ] |
| Prêmio Peabody                            | Área de Excelência                                          | Atlanta                                                           | Venceu    | [ 41 ] |
| Prémios People's Choice                   | Comédia favorita da TV a cabo                               | Atlanta                                                           | Indicado  | [ 42 ] |
| Prémios Emmy do Primetime de 2017         | Emmy do Primetime de melhor série de comédia                | Atlanta                                                           | Indicado  | [ 43 ] |
| Prémios Emmy do Primetime de 2017         | Emmy do Primetime de melhor ator numa série de comédia      | Donald Glover                                                     | Venceu    | [ 43 ] |
| Prémios Emmy do Primetime de 2017         | Emmy do Primetime para melhor direção em série de comédia   | Donald Glover (por "B.A.N.")                                      | Venceu    | [ 43 ] |
| Prémios Emmy do Primetime de 2017         | Emmy do Primetime de melhor roteiro em série de comédia     | Donald Glover (por "B.A.N.")                                      | Indicado  | [ 43 ] |
| Prémios Emmy do Primetime de 2017         | Emmy do Primetime de melhor roteiro em série de comédia     | Stephen Glover (por "Streets on Lock")                            | Indicado  | [ 43 ] |
| Prémios Emmy do Primetime de 2017         | Emmy do Primetime para melhor elenco em série de comédia    | Alexa L. Fogel, Tara Feldstein Bennett, Chase Paris               | Indicado  | [ 43 ] |
| Sindicato dos Produtores da América       | Episodic Television, Comedy                                 | Donald Glover, Dianne McGunigle, Paul Simms, Hiro Murai, Alex Orr | Venceu    | [ 44 ] |
| Writers Guild of America Awards           | Série de Comédia                                            | Donald Glover, Stephen Glover, Stefani Robinson, Paul Simms       | Indicado  | [ 45 ] |
| Writers Guild of America Awards           | Série Nova                                                  | Donald Glover, Stephen Glover, Stefani Robinson, Paul Simms       | Venceu    | [ 45 ] |
| Writers Guild of America Awards           | Episódio de Série                                           | Stephen Glover (por "Streets on Lock")                            | Indicado  | [ 45 ] |
| Prémios TCA                               | Programa do Ano                                             | Atlanta                                                           | Indicado  | [ 46 ] |
| Prémios TCA                               | Realização excepcional na comédia                           | Atlanta                                                           | Venceu    | [ 46 ] |
| Prémios TCA                               | Melhor Programa Novo                                        | Atlanta                                                           | Indicado  | [ 46 ] |
| Prémios TCA                               | Realização individual na comédia                            | Donald Glover                                                     | Venceu    | [ 46 ] |

#### Segunda Temporada
| Prêmio                             | Categoria                                                                                    | Nomeação                                                                                              | Resultado | Ref.   |
| ---------------------------------- | -------------------------------------------------------------------------------------------- | --- | --------- | ------ |
| American Cinema Editors Awards     | Melhor série de comédia editada para televisão comercial                                     | Isaac Hagy (por "Alligator Man")                                                                      | Indicado  | [ 47 ] |
| American Cinema Editors Awards     | Melhor série de comédia editada para televisão comercial                                     | Kyle Reiter (por "Teddy Perkins")                                                                     | Venceu    | [ 47 ] |
| American Film Institute Awards     | Os 10 melhores programas de TV do ano                                                        | Atlanta                                                                                               | Venceu    | [ 48 ] |
| Prêmios Critics' Choice Television | Melhor Série de Comédia                                                                      | Atlanta                                                                                               | Indicado  | [ 49 ] |
| Prêmios Critics' Choice Television | Melhor ator em série de comédia                                                              | Donald Glover                                                                                         | Indicado  | [ 49 ] |
| Prêmios Globo de Ouro              | Melhor atuação em série de comédia ou musical                                                | Donald Glover                                                                                         | Indicado  | [ 50 ] |
| People's Choice Awards             | A Estrela de TV de Comédia de 2018                                                           | Donald Glover                                                                                         | Indicado  | [ 51 ] |
| Prémios Emmy do Primetime          | Emmy do Primetime de Melhor série de comédia                                                 | Atlanta                                                                                               | Indicado  | [ 52 ] |
| Prémios Emmy do Primetime          | Emmy do Primetime de melhor ator numa série de comédia                                       | Donald Glover                                                                                         | Indicado  | [ 52 ] |
| Prémios Emmy do Primetime          | Melhor ator coadjuvante em série de comédia                                                  | Brian Tyree Henry                                                                                     | Indicado  | [ 52 ] |
| Prémios Emmy do Primetime          | Emmy do Primetime de melhor atriz numa série de comédia                                      | Zazie Beetz                                                                                           | Indicada  | [ 52 ] |
| Prémios Emmy do Primetime          | Emmy do Primetime de Melhor ator convidado em uma série de comédia                           | Katt Williams                                                                                         | Venceu    | [ 52 ] |
| Prémios Emmy do Primetime          | Emmy do Primetime de Melhor direção uma série de comédia                                     | Donald Glover (por "FUBU")                                                                            | Indicado  | [ 52 ] |
| Prémios Emmy do Primetime          | Emmy do Primetime de Melhor direção uma série de comédia                                     | Hiro Murai (por "Teddy Perkins")                                                                      | Indicado  | [ 52 ] |
| Prémios Emmy do Primetime          | Emmy do Primetime de Melhor roteiro uma série de comédia                                     | Donald Glover (por "Alligator Man")                                                                   | Indicado  | [ 52 ] |
| Prémios Emmy do Primetime          | Emmy do Primetime de Melhor roteiro uma série de comédia                                     | Stefani Robinson (por "Barbershop")                                                                   | Indicado  | [ 52 ] |
| Prémios Emmy do Primetime          | Emmy do Primetime de Melhor elenco uma série de comédia                                      | Alexa L. Fogel, Tara Feldstein Bennett, Chase Paris                                                   | Indicado  | [ 52 ] |
| Prémios Emmy do Primetime          | Emmy do Primetime de Melhor cinematografia para uma série de câmera única (Meia Hora)        | Christian Sprenger (por "Teddy Perkins")                                                              | Venceu    | [ 52 ] |
| Prémios Emmy do Primetime          | Emmy do Primetime de Melhor Supervisão Musical                                               | Jen Malone and Fam Udeorji (por "Alligator Man")                                                      | Indicado  | [ 52 ] |
| Prémios Emmy do Primetime          | Emmy do Primetime de Design de Produção para um Programa Narrativo (Meia Hora ou Menos)      | Timothy O'Brien, Taylor Mosbey, Aimee Athnos (por "Teddy Perkins")                                    | Indicado  | [ 52 ] |
| Prémios Emmy do Primetime          | Emmy do Primetime de edição de imagens de câmera única para uma série de comédia             | Isaac Hagy (por "Alligator Man")                                                                      | Indicado  | [ 52 ] |
| Prémios Emmy do Primetime          | Emmy do Primetime de edição de imagens de câmera única para uma série de comédia             | Kyle Reiter (por "Teddy Perkins")                                                                     | Indicado  | [ 52 ] |
| Prémios Emmy do Primetime          | Emmy do Primetime de Edição de Som para uma Série de Comédia ou Drama (Meia Hora) e Animação | Trevor Gates, Jason Dotts, David Barbee, Jordan McClain, Tara Blume, Matt Salib (por "Teddy Perkins") | Venceu    | [ 52 ] |
| Satellite Awards                   | Melhor série de comédia                                                                      | Atlanta                                                                                               | Indicado  | [ 53 ] |
| Satellite Awards                   | Melhor ator em série de comédia                                                              | Donald Glover                                                                                         | Indicado  | [ 53 ] |
| Screen Actors Guild Awards         | Melhor Elenco em série de comédia                                                            | Khris Davis, Donald Glover, Brian Tyree Henry, and Lakeith Stanfield                                  | Indicado  | [ 54 ] |
| Prémios TCA                        | Programa do Ano                                                                              | Atlanta                                                                                               | Indicado  | [ 55 ] |
| Prémios TCA                        | Realização excepcional na comédia                                                            | Atlanta                                                                                               | Indicado  | [ 55 ] |
| Prémios TCA                        | Realização individual na comédia                                                             | Donald Glover                                                                                         | Indicado  | [ 55 ] |
| Writers Guild of America Awards    | Melhor série de comédia                                                                      | Ibra Ake, Donald Glover, Stephen Glover, Taofik Kolade, Jamal Olori, Stefani Robinson, Paul Simms     | Indicado  | [ 56 ] |

#### Terceira Temporada
| Prêmio                                   | Categoria                                                                    | Nomeação                                                    | Resultado | Ref.                 |
| ---------------------------------------- | ---------------------------------------------------------------------------- | ----------------------------------------------------------- | --------- | -------------------- |
| Hollywood Critics Association TV Awards  | Melhor série a cabo, comédia                                                 | Atlanta                                                     | Indicado  | [ 57 ] [ 58 ] [ 59 ] |
| Hollywood Critics Association TV Awards  | Melhor ator em uma rede de transmissão ou série a cabo, comédia              | Donald Glover                                               | Indicado  | [ 57 ] [ 58 ] [ 59 ] |
| Hollywood Critics Association TV Awards  | Melhor ator coadjuvante em uma rede de transmissão ou série a cabo, comédia  | Brian Tyree Henry                                           | Indicado  | [ 57 ] [ 58 ] [ 59 ] |
| Hollywood Critics Association TV Awards  | Melhor atriz coadjuvante em uma rede de transmissão ou série a cabo, comédia | Zazie Beetz                                                 | Indicado  | [ 57 ] [ 58 ] [ 59 ] |
| Hollywood Critics Association TV Awards  | Melhor direção em uma rede de transmissão ou série a cabo, comédia           | Hiro Murai                                                  | Indicado  | [ 57 ] [ 58 ] [ 59 ] |
| Hollywood Critics Association TV Awards  | Melhor roteiro em uma rede de transmissão ou série a cabo, comédia           | Donald Glover                                               | Indicado  | [ 57 ] [ 58 ] [ 59 ] |
| Prémios Emmy do Primetime                | Melhor ator em série de comédia                                              | Donald Glover                                               | Indicado  | [ 60 ] [ 61 ]        |
| Prémios Emmy do Primetime                | Melhor direção em série de comédia                                           | Hiro Murai (por "New Jazz")                                 | Indicado  | [ 60 ] [ 61 ]        |
| Set Decorators Society of America Awards | Realização excepcional na comédia                                            | Lisbeth Ayala, Timothy David O'Brien, e Jonathan Paul Green | Indicado  | [ 62 ]               |
| Television Critics Association Awards    | Realização excepcional na comédia                                            | Atlanta                                                     | Indicado  | [ 63 ]               |